# Pilipectus chinensis
Pilipectus chinensis är en fjärilsart som beskrevs av Draeseke 1931. Pilipectus chinensis ingår i släktet Pilipectus och familjen nattflyn. Inga underarter finns listade i Catalogue of Life.